# Bitwa pod Cao Bằng
Bitwa pod Cao Bằng – kampania w północnych Indochinach stoczona w czasie I wojny indochińskiej pomiędzy francuskim dalekowschodnim korpusem ekspedycyjnym, a Việt Minhem. Zaczęła się w październiku 1947 r. a zakończyła 3 września 1949 r. Od początku konfliktu oddziały urządzały zasadzki na francuskie konwoje poruszające się wzdłuż wietnamsko-chińskiej granicy od Zatoki Tonkińskiej po 235-kilometrowej drodze prowadzącej do francuskiego garnizonu w Cao Bằng, znanej jako Route Colonial 4 lub RC4. Powtarzające się zasadzki prowadziły do powtarzających się francuskich operacji o rosnącej sile, mających na celu udrożnienie trasy, w tym kosztownej misji z udziałem Legii Cudzoziemskiej w lutym 1948 r. 25 lipca 1948 r. została zaatakowana sama placówka w Cao Bằng i utrzymywała się przez 3 dni broniąc się siłami dwóch kompanii przeciwko dwóm batalionom. W 1948 r. zdarzyło się po kolei 28 zasadzek.
W lutym 1949 r. pięć batalionów Việt Minhu zajęło francuski posterunek w Lào Cai, a w porze monsunowej zostały wznowione zasadzki. 3 września 1949 r. 100 pojazdów opuściło Thất Khê we wzmocnionym konwoju z osłoną piechoty, mając do przebycia 26 km. Francuzi, których liczba była ograniczona do jednego żołnierza na pojazd ze względu na wielkość oddziału, wpadli w zasadzkę i zostali ostrzelani ogniem broni automatycznej. Pierwsze 20 ciężarówek zatrzymało się, jak również ostatnie 10, natomiast środek konwoju został odcięty ogniem artyleryjskim. Następnego dnia Francuzi ponownie zajęli okoliczne wzgórza, ale znaleziono przy życiu jedynie 4 rannych Francuzów.
Kampania pod Cao Bằng spowodowała zmianę sposobu prowadzenia konwojów w późniejszym okresie wojny. Od tej pory pojazdy poruszały się w konwojach składających się z 10-12 pojazdów pod osłoną francuskich oddziałów i pod obserwacją lotniczą. W 1950 r. zrezygnowano z zaopatrzenia Cao Bằng za pomocą konwojów na rzecz dostaw lotniczych.